# Heideland (Turíngia)
Heideland é um município da Alemanha localizado no distrito de Saale-Holzland, estado de Turíngia.
Pertence ao Verwaltungsgemeinschaft de Heideland-Elstertal.